# Olaus Sirma
Olaus Matthiae Lappo-Sirma (geboren um 1655, wahrscheinlich in Sodankylä; gestorben 1719 in Enontekiö) war ein samischer Priester und der wahrscheinlich erste namentlich bekannte samische Dichter.

## Biographie
Olaus Sirma ging in Tornio zur Schule und schrieb sich 1672 an der Universität Uppsala ein. Dort wurde er zum Priester ausgebildete. Er diente von 1675 bis zu seinem Tod als Kaplan in Enontekiö. Er fertigte außerdem eine kemisamische Übersetzung der Katechese von Johannes Gezelius an. Seine Muttersprache war Kemisamisch. Er wollte die Katechese auch drucken lassen und beantragte 1688 und 1716 Mittel dafür. Er erhielt jedoch kein Geld, so dass die Katechese zu seinen Lebzeiten nicht mehr gedruckt wurde. Das Buch blieb jedoch als Manuskript erhalten und wurde 1913, knapp zwei Jahrhunderte später, gedruckt.

## Werk und Einfluss
Olaus Sirmas Werke waren die beiden ersten lyrischen Gedichte in samischer Sprache. Zudem können sie auch als Joiks bezeichnet werden. Das Liedgedicht Guldnasaš (Samtentlein) handelt von den Gedanken eines jungen Mannes über die Liebe, während er auf Brautfahrt ist. Das Liedgedicht Moarsi fávrrot (Brautjoik) handelt von der Allmacht der Liebe und dass weder große Entfernungen noch die Launen des jungen Gemüts ihr etwas anhaben können. Beide Gedichte blieben außerdem lange die bekanntesten samischen Gedichte und erschienen 1673 in Johannes Scheffers Buch Lapponia. Sie wurden sowohl in Samisch als auch in lateinischer Übersetzung abgedruckt. Lapponia wurde gleich nach seiner Veröffentlichung bereits in mehrere europäische Sprachen übersetzt (darunter 1674 ins Deutsche). Vor allem im vorromantischen Deutschland und England fanden die Gedichte große Beachtung. Herder übertrug sie erneut in Deutsche und begeisterte sich sehr für sie wie einige andere Schriftsteller. Ewald Kleist, Goethe, Runeberg und Franzén nahmen sich ein Stück Inspiration für ihre eigenen Gedichte aus Sirmas Joiks auf. Der amerikanische Lyriker Henry Wadsworth Longfellow verwendete sogar Zeilen aus Moarsi fávrrot als Intertext in seinem eigenen Gedicht My Lost Youth: »Bártni miella, biekka miella, nuora jurdagat guhkes jurdagat« (»A boy’s will is the wind’s will, And the thoughts of youth are long, long thoughts«).

## Text in Lyrik-Anthologie
- Worte verschwinden / fliegen / zum blauen Licht: Samische Lyrik von Joik bis Rap. Übersetzt von Christine Schlosser. In: Johanna Domokos, Christine Schlosser, Michael Rießler (Hrsg.): Samica. Band 4. Albert-Ludwigs-Universität Freiburg, Freiburg 2019, ISBN 978-3-9816835-3-0, S. 16–21.